# 沖縄県立糸満高等学校
沖縄県立糸満高等学校（おきなわけんりついとまんこうとうかっこう）は、沖縄県糸満市にある県立高等学校。
略称は「糸高」、文化祭は、「糸高祭」という。

## 沿革
- 1946年1月16日 - 創立。普通科を設置。
- 1946年1月27日 - 首里分校を設置。
- 1946年3月1日 - 真和志分校を設置。
- 1946年3月31日 - 首里分校が首里高等学校として分離独立。
- 1946年6月1日 - 久米島分校を設置。
- 1946年9月2日 - 真和志分校を首里高等学校へ移管。
- 1946年9月30日 - 水産学級を設置。
- 1948年4月1日 - 学制改革により新制高等学校となる。
- 1948年6月3日 - 久米島分校が久米島高等学校として分離独立。
- 1956年4月3日 - 定時制課程商業科を設置。
- 1958年4月2日 - 家庭課程（家政科）、一般職業課程（商業科）、普通課程（普通科）を設置。
- 1960年4月1日 - 琉球政府に移管、琉球政府立糸満高等学校となる。
- 1972年5月15日 - 沖縄返還により沖縄県立糸満高等学校となる。
- 1973年8月 - 定時制課程を沖縄県立南部商業高等学校へ移管。
- 1974年3月31日 - 商業科を閉科。
- 2006年3月31日 - 家政科を閉科。
- 2011年7月17日 - 第93回全国高等学校野球選手権沖縄大会初優勝、春夏通じて初の甲子園出場を決める。
- 2015年3月-第87回選抜高等学校野球大会初出場。

## 設置学科

### 現在の学科
- 普通科：9クラス（360人）

平成30年度より
普通科：8クラス（320人）

### かつて存在した学科（旧称「課程」を含む）
- 定時制課程商業科→1973年8月沖縄県立南部商業高等学校へ移管。
- 家庭課程→家政科→2006年3月廃科。
- 一般職業課程→商業科→1974年3月廃科。

## 著名な卒業生
- 當銘真栄 - 糸満市長
- 新垣安弘 - 八重瀬町長
- 栽弘義 - 高校野球監督
- 神山昂 - 高校野球監督
- 上原忠 - 高校野球監督
- 玉城美香 - 県内ラジオパーソナリティ
- シーサー玉城 - 県内ラジオパーソナリティ、タレント
- 宮國椋丞 - 横浜DeNAベイスターズ投手
- 神里和毅 - 横浜DeNAベイスターズ外野手
- 池間昌人 - NHKアナウンサー
- 伊集南 - バスケットボール選手
- 黒島結菜 - 女優
- 新屋行裕 - かりゆし58　ギター
- 中村洋貴 - かりゆし58　ドラムス
- 富田めぐみ - 舞台演出家、ラジオパーソナリティなど
- 吉里太郎-俳優

## 交通
路線バス
| 運行事業者            | 路線・系統                        | 下車停留所         |
| --------------------- | --------------------------------- | ------------------ |
| 琉球バス交通 沖縄バス | 89番                              | 糸満ロータリー     |
| 琉球バス交通          | 82番/189番                        | 糸満ロータリー     |
| 琉球バス交通          | 81番/107番/108番                  | 糸満小学校前バス停 |
| 沖縄バス              | 34番/334番/35番/235番/36番/ 200番 | 糸満小学校前バス停 |
| 美ら島観光バス        | いとちゃんmini 国吉線             | 糸満小学校前バス停 |